# Saint-Pierre-Saint-Jean
Saint-Pierre-Saint-Jean är en kommun i departementet Ardèche i regionen Auvergne-Rhône-Alpes i sydöstra Frankrike. Kommunen ligger  i kantonen Les Vans som ligger i arrondissementet Largentière. År 2022 hade Saint-Pierre-Saint-Jean 190 invånare.

## Befolkningsutveckling
Antalet invånare i kommunen Saint-Pierre-Saint-Jean
Referens: INSEE

## Galleri

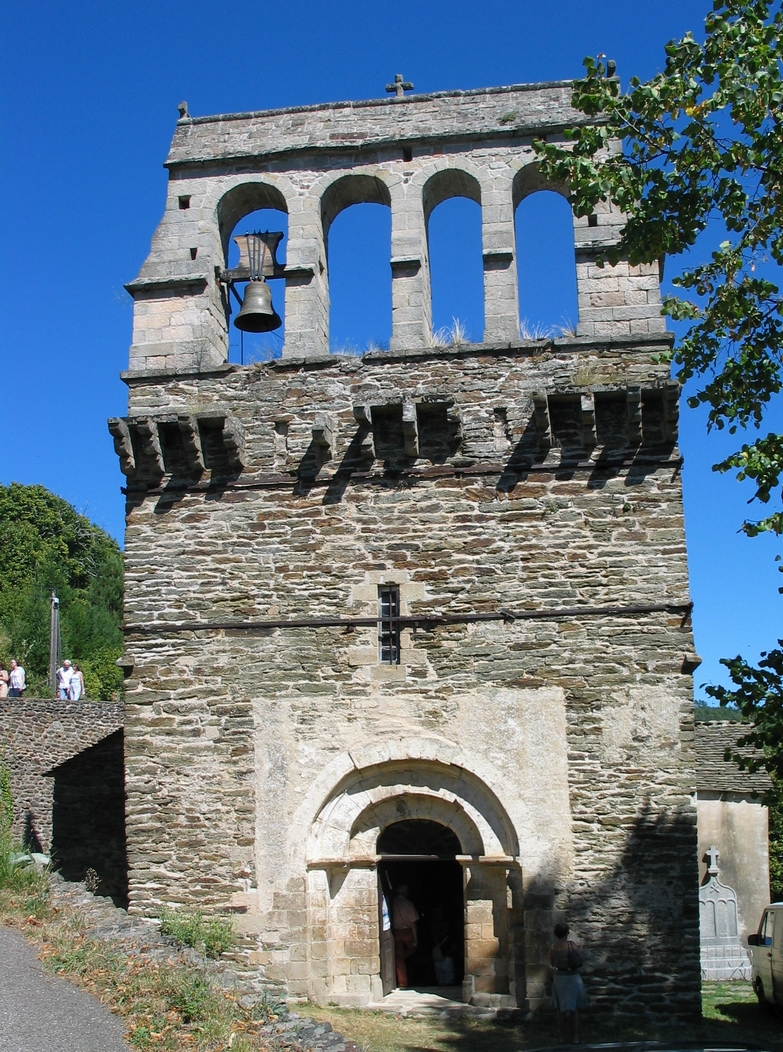
Kyrkan
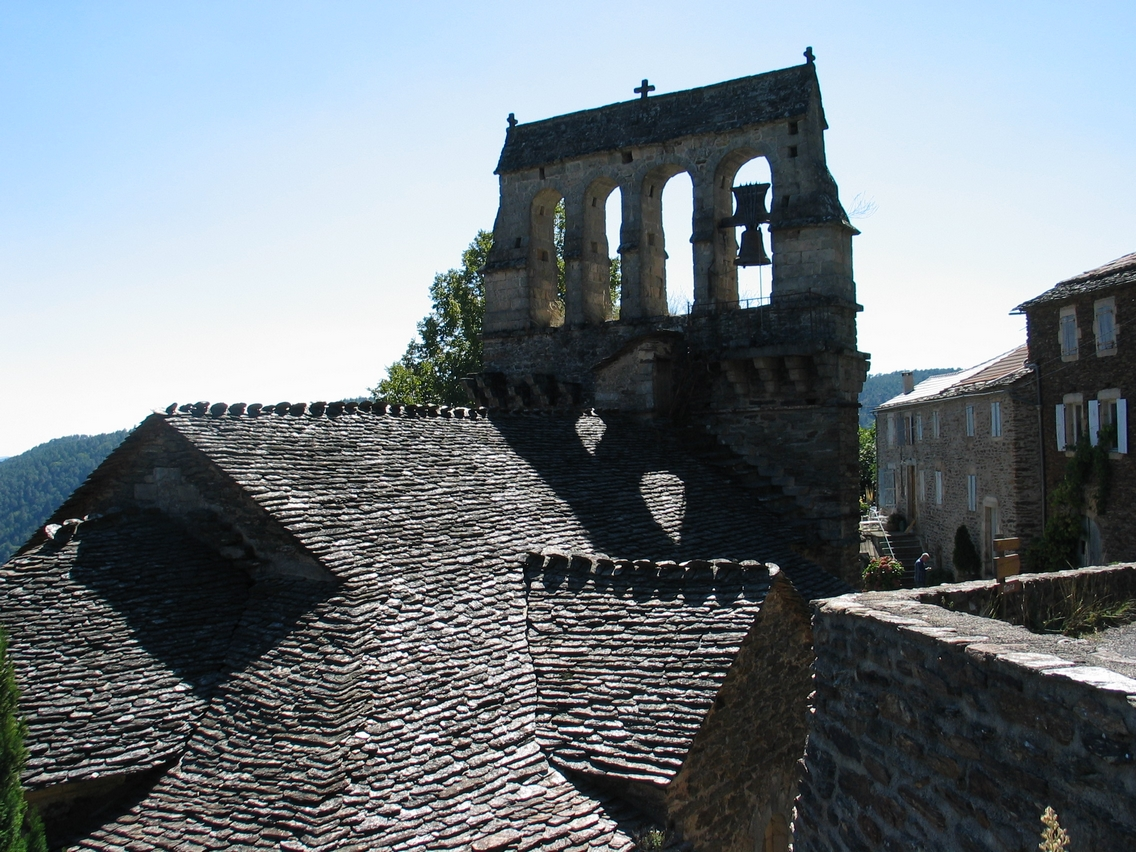
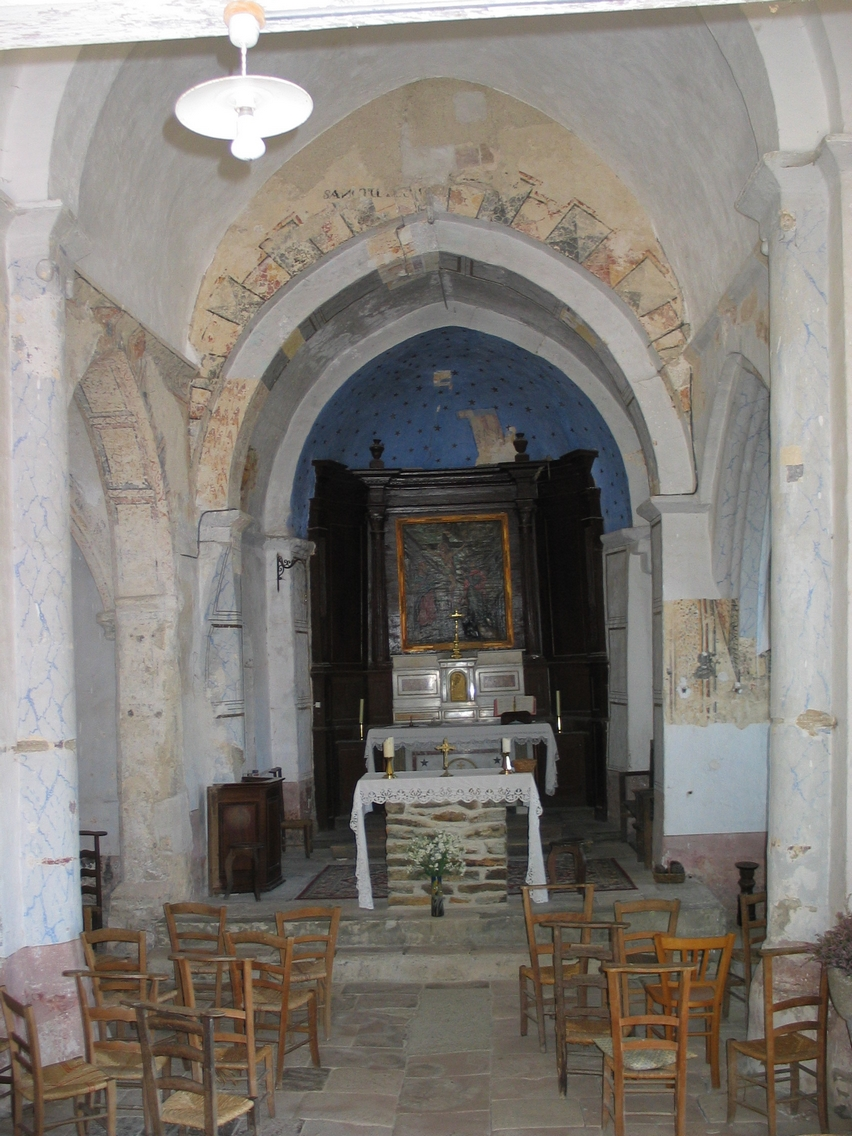
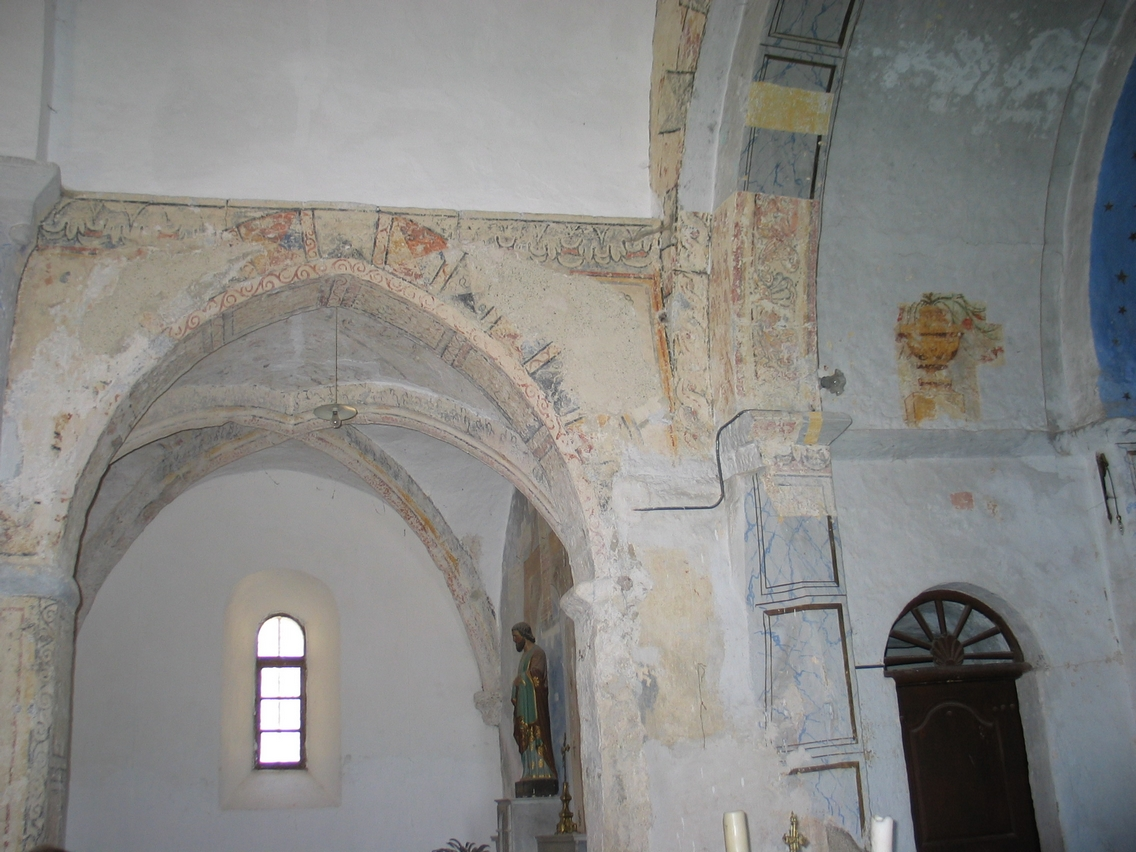
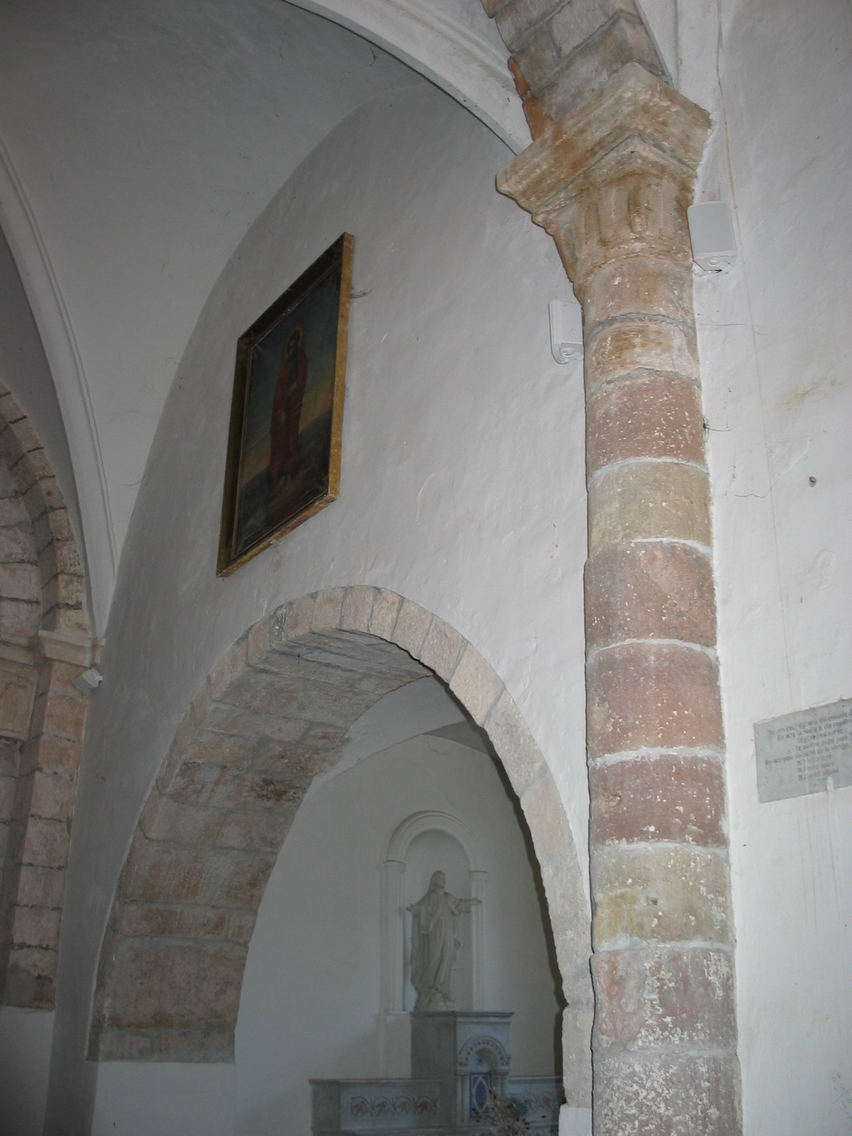
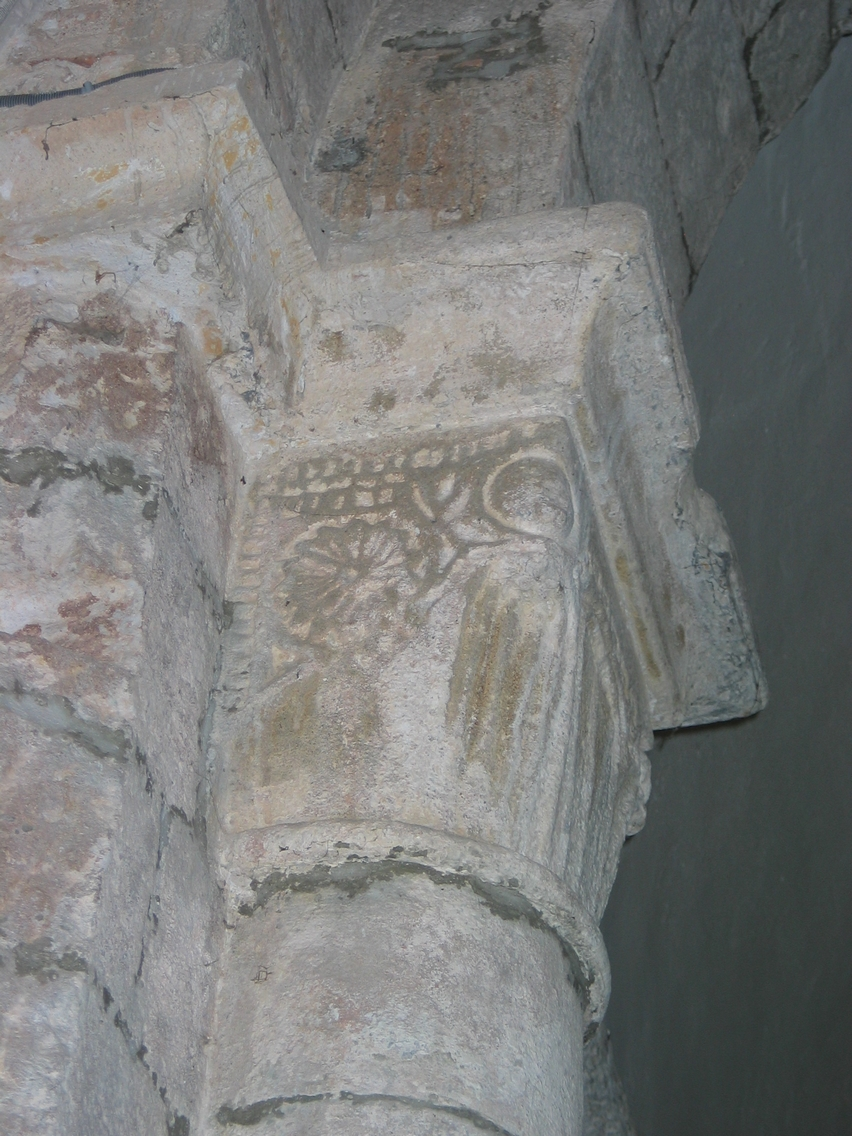
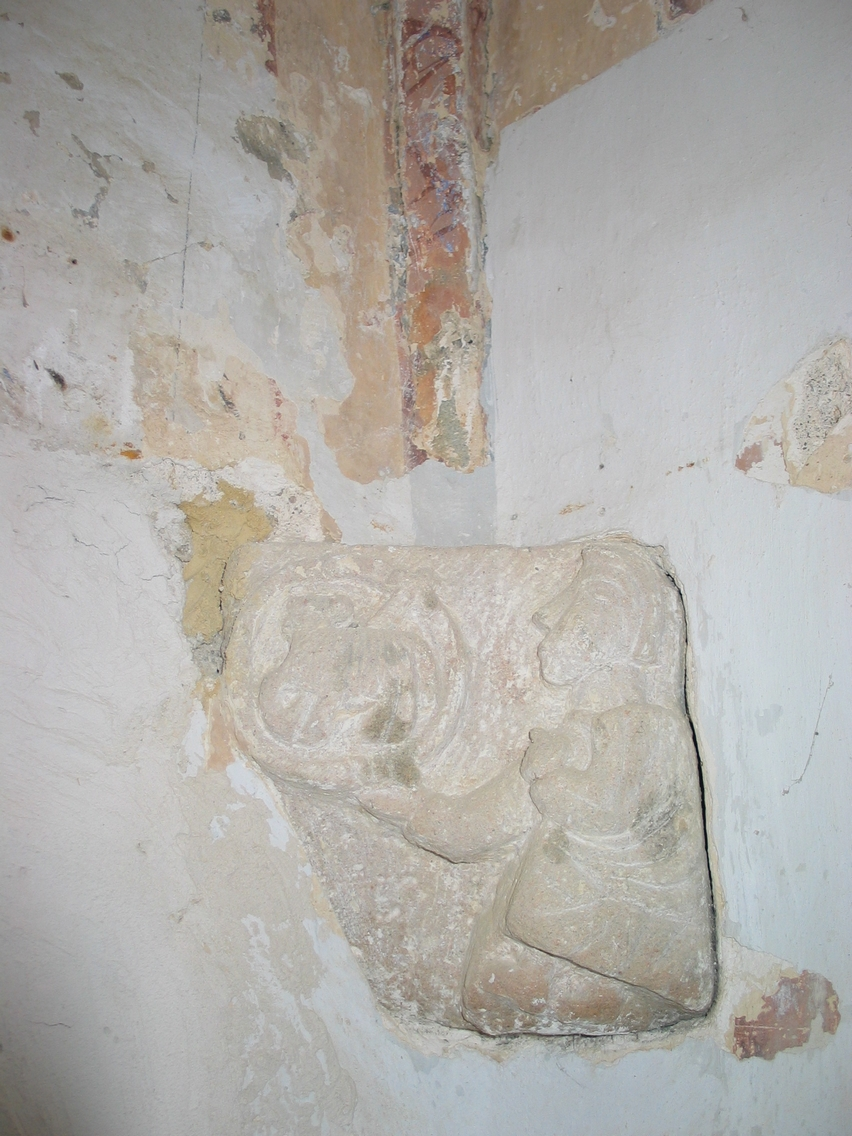